# Чигир, Василий Фёдорович
Васи́лий Фёдорович Чиги́р (бел. Васіль Фёдаравіч Чыгір; 8 сентября 1924, Лешня, Копыльский район, Минская область — 19 декабря 2024, Минск, Республика Беларусь) — белорусский юрист, доктор юридических наук (1971), профессор (1973), Заслуженный юрист Республики Беларусь (1971).

## Биография
Чигир Василий Фёдорович родился 8 сентября 1924 года в деревне Лешня Копыльского района Минской области.
В 1949 г. закончил Минский юридический институт, а в 1952 г. — аспирантуру. С 1950 г. работал преподавателем, старшим преподавателем Минского юридического института. В 1954—1956 гг. — старший преподаватель юридического факультета Белорусского государственного университета.
в 1954 году защитил кандидатскую диссертацию по теме «Договор строительного подряда» в Харьковском юридическом институте. В 1970 г. — защита докторской диссертации «Жилищные правоотношения» в Белорусском государственном университете.
Более 20 лет возглавлял кафедру гражданского права, более 10 лет был деканом юридического факультета. С 1999 года работает на должности профессора кафедры гражданского права. Был членом рабочей группы по подготовке Конституции Республики Беларусь 1994 г., членом рабочей группы по подготовке проекта Гражданского кодекса БССР 1964 г., Жилищного кодекса 1983 г., входил в рабочую группу по подготовке всех трёх частей Модели гражданского кодекса (для стран СНГ) и проекта действующего Гражданского кодекса Республики Беларусь.
С 1994 по 1998 гг. — председатель экспертного совета по юридическим наукам ВАК Республики Беларусь. Возглавлял совет по защите докторских диссертаций по юридическим наукам при Белорусском государственном университете.

## Научная деятельность
Создал на кафедре гражданского права БГУ научную школу по жилищному праву. Подготовил более 20 кандидатов и одного доктора наук. Автор более 550 публикаций, в их числе 20 книг, написанных индивидуально. С его участием подготовлены и опубликованы учебники и учебные пособия для студентов высших юридических научных учреждений по гражданским, семейным и жилищным правам. Руководитель авторского коллектива, автор ряда глав и главный редактор учебного пособия «Гражданское право» в 3 т. (1975, 1977, 1978) и первого учебника «Гражданское право» (Ч.1,2; 2000, 2002), комментариев Гражданского кодекса Республики Беларусь.

## Награды и звания
- Орден Отечественной войны I степени
- Орден Отечественной войны II степени
- Орден Трудового Красного Знамени (1981)
- Почётное звание «Заслуженный юрист Белорусской ССР» (1971)
- Почётная грамота Верховного Совета БССР (1976)